# Vela nos Jogos Olímpicos de Verão de 1936 - Star
As provas da classe Star da vela nos Jogos Olímpicos de Verão de 1936 ocorreram entre 4 e 12 de agosto daquele ano no Fiorde de Kiel, na costa do Norte da Alemanha face ao mar Báltico. O programa compunha oito regatas. Para esta classe, houve 24 velejadores, em 12 barcos, de 12 nações inscritas.

## Medalhistas
A dupla alemã Peter Bischoff e Hans-Joachim Weise finalizou a competição em primeiro lugar, conquistando a medalha de ouro. A prata firmou-se com os suecos Arvid Laurin e Uno Wallentin. Por fim, a medalha de bronze ficou com a Bob Maas e Willem de Vries Lentsch, dos Países Baixos.
|  | GER Alemanha                      |  | SWE Suécia                 |  | NED Países Baixos                |
|  | Peter Bischoff Hans-Joachim Weise |  | Arvid Laurin Uno Wallentin |  | Bob Maas Willem de Vries Lentsch |

## Resultados
Estes foram os resultados da competição:
| Pos.              | Nação              | Tripulação                                             | Embarcação     | Regata I | Regata I | Regata II | Regata II | Regata III | Regata III | Regata IV | Regata IV | Regata V | Regata V | Regata VI | Regata VI | Regata VII | Regata VII | Total |
| Pos.              | Nação              | Tripulação                                             | Embarcação     | Pts.     | Pos.     | Pts.      | Pos.      | Pts.       | Pos.       | Pts.      | Pos.      | Pts.     | Pos.     | Pts.      | Pos.      | Pts.       | Pos.       | Total |
| ----------------- | ------------------ | ------------------------------------------------------ | -------------- | -------- | -------- | --------- | --------- | ---------- | ---------- | --------- | --------- | -------- | -------- | --------- | --------- | ---------- | ---------- | ----- |
| Medalha de ouro   | GER Alemanha       | Peter Bischoff Hans-Joachim Weise                      | Wannsee        | 1        | 12       | 4         | 9         | 1          | 12         | 1         | 12        | 2        | 11       | 1         | 12        | 1          | 12         | 80    |
| Medalha de prata  | SWE Suécia         | Arvid Laurin Uno Wallentin                             | Sunshine       | 2        | 11       | 1         | 12        | 3          | 10         | 2         | 11        | 12       | 1        | 3         | 10        | 4          | 9          | 64    |
| Medalha de bronze | NED Países Baixos  | Bob Maas Willem de Vries Lentsch                       | BEM II         | DNF      | 0        | 2         | 11        | 4          | 9          | 3         | 10        | 1        | 12       | 2         | 11        | 3          | 10         | 63    |
| 4                 | GBR Grã-Bretanha   | Keith Grogono William Welply                           | Paka           | 4        | 9        | 3         | 10        | 2          | 11         | 7         | 6         | 8        | 5        | 5         | 8         | 6          | 7          | 56    |
| 5                 | USA Estados Unidos | William Glenn Waterhouse Woodbridge Metcalf            | Three Star Too | 3        | 10       | 5         | 8         | 8          | 5          | 9         | 4         | 3        | 10       | 4         | 9         | 8          | 5          | 51    |
| 6                 | NOR Noruega        | Øivind Christensen Sigurd Fredrik Herbern              | KNS            | 5        | 8        | 10        | 3         | 7          | 6          | 6         | 7         | 4        | 9        | 6         | 7         | 9          | 4          | 44    |
| 7                 | FRA França         | Jean-Jacques Herbulot Pierre de Montaut                | Fada           | 3        | 10       | DSQ       | 0         | 9          | 4          | 4         | 9         | 5        | 8        | 7         | 6         | 2          | 11         | 48    |
| 8                 | TUR Turquia        | Harun Ülmann Behzat Baydar                             | Marmara        | 7        | 6        | 6         | 7         | 6          | 7          | 12        | 1         | 6        | 7        | 11        | 2         | 5          | 8          | 38    |
| 9                 | ITA Itália         | Riccardo de Sangro Fondi Federico de Luca              | Pegaso         | 8        | 5        | 7         | 6         | 5          | 8          | 11        | 2         | 9        | 4        | 10        | 3         | 7          | 6          | 34    |
| 10                | POR Portugal       | Joaquim Mascarenhas de Fiúza António Guedes de Herédia | Vicking        | 6        | 7        | DSQ       | 0         | DNF        | 0          | 5         | 8         | 7        | 6        | 8         | 5         | 11         | 2          | 28    |
| 11                | JPN Japão          | Minoru Takarabe Takuo Mitsui                           | Myojo          | 9        | 4        | 8         | 5         | DNF        | 0          | 10        | 3         | 11       | 2        | 9         | 4         | 12         | 1          | 19    |
| 12                | BEL Bélgica        | Victor Godts Albert Vos                                | Freddy         | 11       | 2        | 9         | 4         | DNF        | 0          | 8         | 5         | 10       | 3        | 12        | 1         | 10         | 3          | 18    |

### Classificação diária

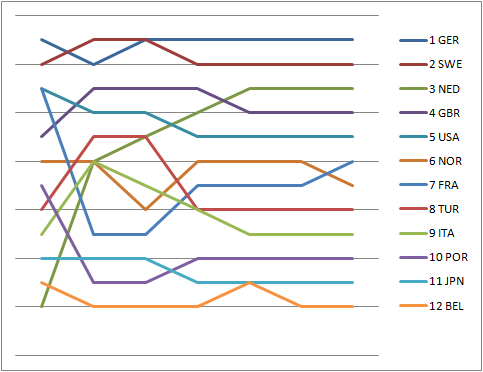
Gráfico mostrando a classificação diária na classe.